# オスロエス1世
オスロエス1世（Osroes I、? - 129年、在位：109年 - 129年）は、アルサケス朝パルティアの王。パルティアの東部はヴォロガセス3世の支配下にあり、オスロエス1世が支配したのはバビロニアを中心とする西部であった。

## 来歴
ヴォノネス2世の息子であり、ヴォロガセス2世とパコルス2世の弟であった。パコルス2世の死亡直前に東部領土でヴォロガセス3世が王位を宣言して支配を確立しており、オスロエス1世はそれへの対抗上自身の勢力の拡大を図った。
その対象となったのがアルメニア王国であった。110年、彼はアルメニア王位に自分の甥のアクシダレスを付け、113年にアクシダレスが死去すると、続いて兄弟のパルサマシリスをアルメニア王とした。これらの処置によってアルメニアへの統制を強めたことは、ヴォロガセス1世とローマ皇帝ネロとの間で成立した講和（アルサケス家の人物をアルメニア王とし、その上でアルメニア王はローマに臣従する。）以来、アルメニアに対する宗主権を保持していたローマ帝国を刺激し、当時のローマ皇帝トラヤヌスは113年にパルティア遠征を開始した。114年にはアルメニア王パルサマシリスが殺され、アルメニアがローマ帝国に併合された。
トラヤヌスは続いて115年、バビロニアに進軍した。オスロエス1世は弟ミトラダテス4世とその息子シナトルケス2世とともにローマ軍の侵攻に対応したが敗退し、116年には首都クテシフォンがローマ軍に占領されるに至った。
そしてオスロエス1世の息子でローマに人質に出されていたパルタマスパテスがトラヤヌスの手でパルティア王とされたが、ミトラダテス4世とシナトルケス2世はこれに猛反発し、ローマ軍と戦ったがこれも敗退した。トラヤヌスはペルシア湾沿岸まで到達し、全バビロニアがローマ軍に占領された。
だが、117年にはトラヤヌスが死去し、新たにローマ皇帝となったハドリアヌスはバビロニアなどを放棄した。明らかに傀儡王として即位したパルサマスパテスは到底国内の支持を得られず、ローマ領に逃亡を余儀なくされ、オスロエス1世は再びその地位を回復することとなった。
だが、このローマ軍に対する大敗によってパルティア東部の王ヴォロガセス3世に対する勝利の可能性は事実上失われていた。これらの戦いの最中にアトロパテネ王国など、領土の過半はヴォロガセス3世の支配下に置かれていた。だが、ヴォロガセス3世もアラン人の侵入などの対応に追われ、結局オスロエス1世は死ぬまで王位を維持した。
129年、オスロエス1世は死去し、弟ミトラダテス4世がその地位を継承した。